# Marie Mejzlíková (Leichtathletin, 1903)
Marie Mejzlíková II (später Majerová; * 13. Dezember 1903 in Prag; † August 1994) war eine tschechoslowakische Leichtathletin.

## Karriere
Mejzlíková erzielte während ihrer Karriere insgesamt vier von der Fédération Sportive Féminine Internationale (FSFI) anerkannte Bestleistungen:
- 100 m: 13,6 Sekunden am 5. August 1922 in Prag, Tschechoslowakei[2]
- Weitsprung: 5,16 Meter am 6. August 1922 in Prag, Tschechoslowakei[3]
- Weitsprung: 5,30 Meter am 23. September 1923 in Prag, Tschechoslowakei[3]
- 4-mal-100-Meter-Staffel: 53,2 Sekunden am 21. Mai 1922 in Paris, Frankreich (mit Marie Bakovská, Marie Jirásková I und Marie Mejzliková I)

Bei den FSFI Women’s World Games (Frauen-Weltspielen) 1922 in Paris gewann Mejzlíková II in 7,6 Sekunden die Goldmedaille über 60 Meter und die Silbermedaille über 100 Yards.

## Persönliche Bestleistungen
- 100 Meter: 12,8 Sekunden am 13. Mai 1923 in Prag, Tschechoslowakei
- Weitsprung: 5,30 Meter am 23. September 1923 in Prag, Tschechoslowakei